# Phòng không Không quân Cách mạng Cuba
Phòng không Không quân Cách mạng Cuba (tiếng Tây Ban Nha: Defensa Anti-Aérea y Fuerza Aérea Revolucionaria) thường viết tắt là DAAFAR trong tiếng Tây Ban Nha và tiếng Anh, là lực lượng không quân của Cuba.

## Lịch sử

### Bối cảnh
Không lực Lục quân Cuba là lực lượng không quân của Cộng hòa Cuba tồn tại trước năm 1959.

### Giai đoạn ban đầu
Khi Cách mạng Cuba lật đổ chính phủ Fulgencio Batista vào cuối năm 1958, chính phủ mới do Fidel Castro lãnh đạo đã kế thừa hầu hết máy bay và trang thiết bị của chế độ cũ, được bổ sung bằng máy bay của chính những người cách mạng Fueza Aérea Rebelde, để lập nên Fuerza Aérea Revolucionaria (FAR) mới. Việc bắt giữ nhiều nhân sự (bao gồm 40 phi công) của lực lượng không quân cũ có nghĩa là FAR thiếu nhân lực để vận hành máy bay của mình, trong khi việc thiếu phụ tùng thay thế càng làm giảm hiệu quả hoạt động và lệnh cấm vận vũ khí do Mỹ khởi xướng đã hạn chế nỗ lực mua sắm máy bay thay thế.
Tháng 4 năm 1961, nhóm người Cuba lưu vong được CIA hậu thuẫn đã cố gắng xâm lược Cuba nhằm mục đích lật đổ chính phủ của Castro. Cuộc xâm lược diễn ra trước ngày 17 tháng 4 bằng các cuộc không kích vào các sân bay Cuba nhằm tiêu diệt FAR trước cuộc xâm lược, với một số máy bay FAR bị phá hủy. Các máy bay hoạt động còn lại được triển khai chống lại cuộc đổ bộ của quân lưu vong Cuba vào ngày 19 tháng 4, đánh chìm một tàu vận tải Rio Escondido và gây hư hại nặng cho một chiếc khác là Houston, khiến tàu này bị mắc cạn, dẫn đến mất hầu hết nguồn tiếp tế của quân xâm lược.
Năm 1969, sự thiếu sót trong phạm vi phủ sóng của radar ở phía nam nước Mỹ được thể hiện rõ ràng khi một chiếc MiG-17 của Không quân Cuba chưa bị phát hiện trước khi hạ cánh xuống Căn cứ không quân Homestead, Florida và hai năm sau, một chiếc Antonov An-24 tương tự cũng hạ cánh mà không báo trước tại Sân bay quốc tế New Orleans.

### Giai đoạn về sau

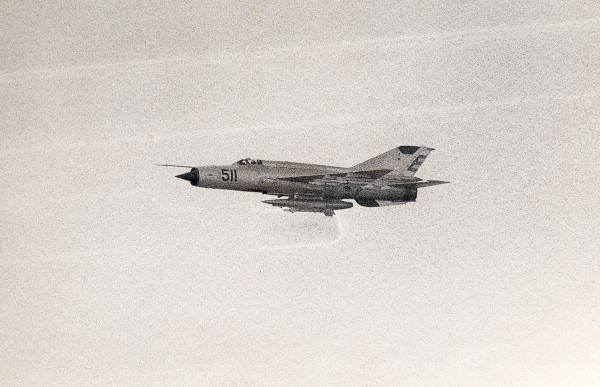
MiG-21MF của Cuba từ thập niên 1970.

Vào thập niên 1980, Cuba với sự giúp đỡ của Liên Xô đã có thể triển khai quân đội ra nước ngoài bằng cách sử dụng không quân, đặc biệt là ở châu Phi. Trong thời gian đó, Cuba lần lượt gửi máy bay chiến đấu phản lực và máy bay vận tải tới triển khai ở các khu vực xung đột ác liệt như Angola và Ethiopia.
Năm 1990, Không quân Cuba được trang bị tốt nhất ở Mỹ Latinh. Trong thời gian này, Không quân Cuba đã nhập khẩu khoảng 230 máy bay cánh cố định. Mặc dù không có con số chính xác, các nhà phân tích phương Tây ước tính rằng ít nhất 130 (chỉ có 25 chiếc đang hoạt động) loại máy bay này vẫn đang được sử dụng trên khắp 13 căn cứ không quân trên hòn đảo này. Liên Xô dự định nhập khẩu 45 chiếc MiG-29 mới nhất, bao gồm cả máy bay chiến đấu và máy bay huấn luyện hai chỗ, nhưng đã bị hỏng trong quá trình này. Chỉ có 12 máy bay chiến đấu và 2 máy bay huấn luyện được nhập khẩu.Phải mất khá nhiều thời gian để các máy bay còn lại được đưa vào sử dụng.
Năm 1996, các chiến đấu cơ của DAAFAR đã bắn hạ hai chiếc máy bay Cessna đang đóng quân tại Florida vì bị cáo buộc thả truyền đơn vào không phận Cuba. Phía không quân bị chỉ trích vì không cung cấp cho phi công các lựa chọn khác ngoài việc bị bắn hạ. Một máy bay trốn thoát.
Năm 1998, theo báo cáo tương tự của DIA đề cập ở trên, không quân Cuba có "ít hơn 24 máy bay chiến đấu MIG đang hoạt động; đào tạo phi công hầu như không đủ để duy trì trình độ; số lượng máy bay chiến đấu, tên lửa đất đối không và pháo phòng không để đáp trả các cuộc tấn công của không quân đối phương đang giảm dần.

## Tổ chức

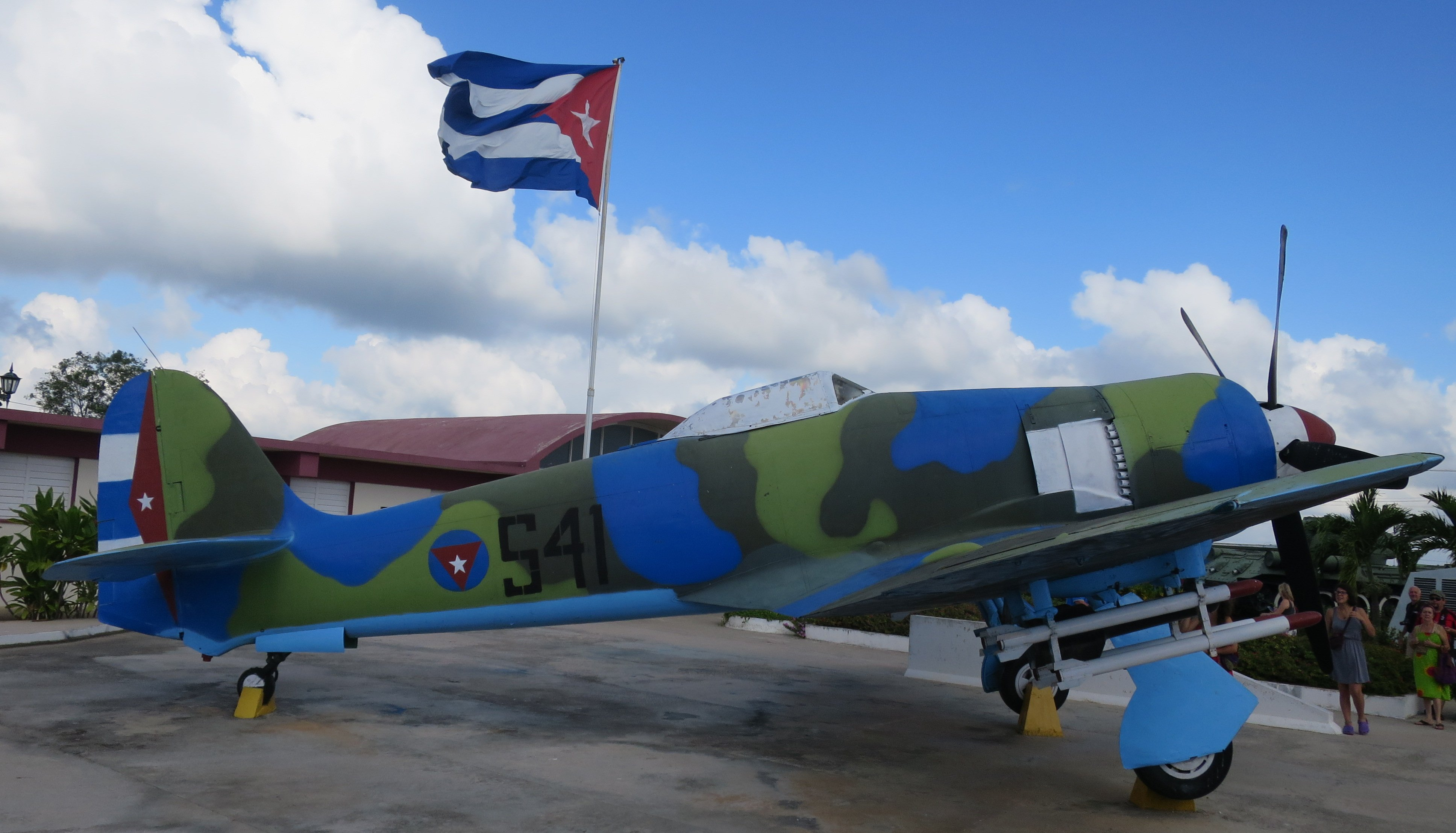
Một chiếc Hawker Sea Fury cũ không còn sử dụng được nữa.

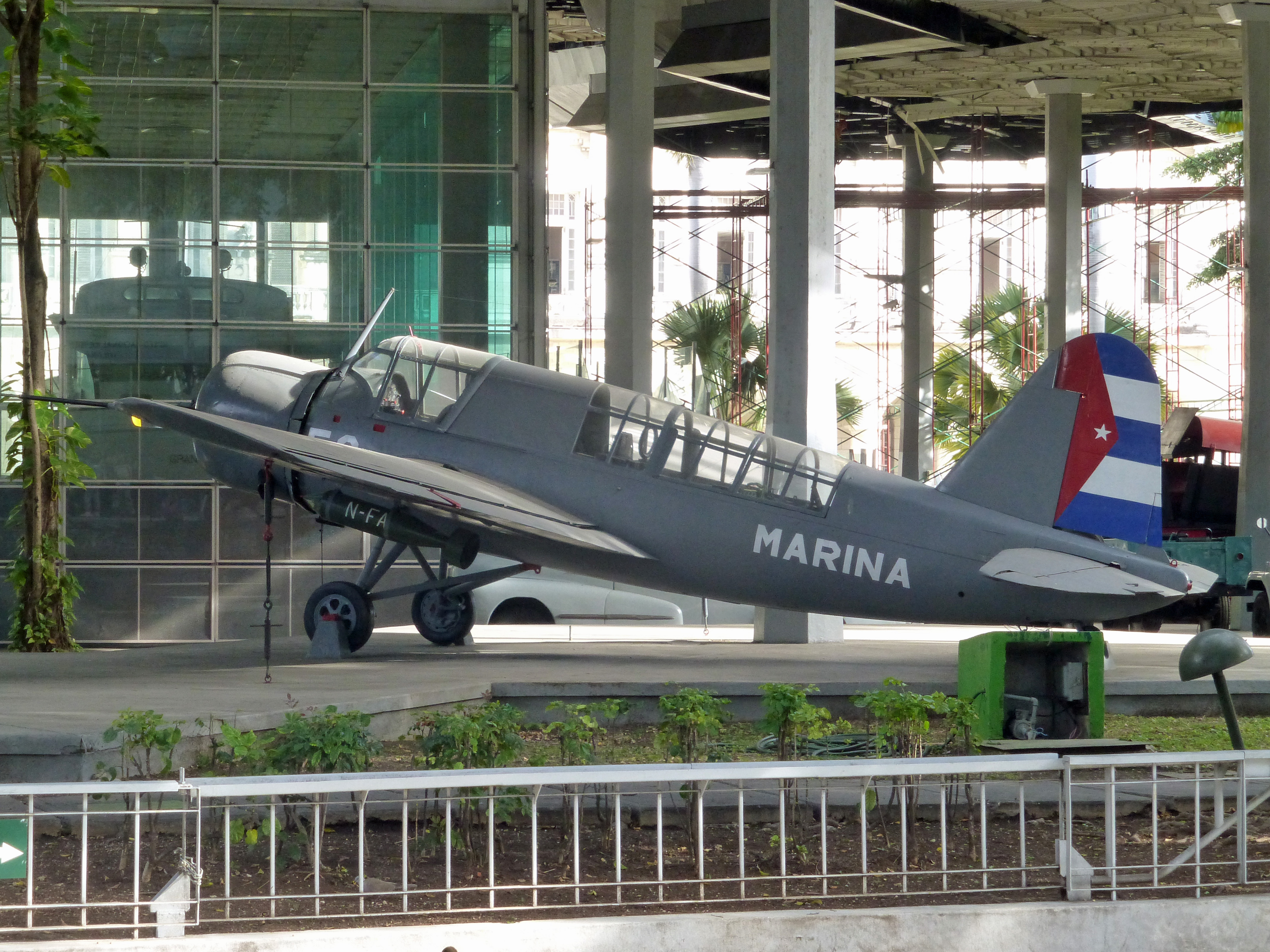
Một chiếc Vought OS2U-3 của Hải quân Cuba.

Đến năm 2007, Viện Nghiên cứu Chiến lược Quốc tế đánh giá lực lượng này có 8.000 quân với 41 máy bay có khả năng chiến đấu và 189 chiếc nữa được cất giữ. DAAFAR được chia thành ba bộ chỉ huy lãnh thổ được gọi là vùng không quân, trong mỗi vùng có một Lữ đoàn với một số Trung đoàn và Phi đoàn độc lập. Mỗi trung đoàn có khoảng 30 máy bay, các phi đội có thể có số lượng khác nhau nhưng thường là 12-14 máy bay. DAAFAR hiện được biết là đã tích hợp một chiếc MiG-29 khác và một số chiếc MiG-23, tạo thành 58 máy bay chiến đấu đang hoạt động, được liệt kê là 6 chiếc MiG-29, 40 chiếc MiG-23 và 12 chiếc MiG-21. Ngoài ra còn có 12 máy bay vận tải hoạt động cùng với máy bay huấn luyện, trong đó có 8 chiếc L-39C và trực thăng chủ yếu là Mil Mi-8, Mil Mi-17 và Mil Mi-24 Hind. Raúl Castro đã ra lệnh vào năm 2010 rằng tất cả các phi công MiG-29 phải được huấn luyện đầy đủ. Hiện họ có từ 200–250 giờ bay hàng năm cùng với các cuộc tập trận và huấn luyện không chiến thực sự. Có tới 20 chiếc MiG-23 cũng được huấn luyện kiểu này nhưng 16 chiếc MiG-23 còn lại dành nhiều thời gian trong mô phỏng hơn là bay thật. Các đơn vị MiG-21 có thời gian hạn chế trong cuộc tập trận này và dành nhiều thời gian hơn trong các hoạt động mô phỏng cũng như duy trì kỹ năng bay với nhãn hiệu thương mại của Không quân gọi là Aerogaviota.

### Căn cứ không quân
- Căn cứ không quân San Julián
- Sân bay San Antonio de los Baños
- Sân bay La Coloma
- Căn cứ không quân Santa Clara
- Căn cứ không quân Cienfuegos
- Căn cứ không quân Holguín
- Căn cứ Santiago de Cuba
- Căn cứ không quân Playa Baracoa

### Đơn vị trực thuộc
- Vùng Không quân miền Tây - Lữ đoàn Không quân Cận vệ số 2 "Trận Bãi biển Girón" (Sân bay San Antonio de los Baños)[11]
  - Trung đoàn Tiêm kích số 21, San Antonio (đánh chặn và không yểm)
    - Phi đoàn Tiêm kích số 211
    - Phi đoàn Tiêm kích số 212

  - Trung đoàn Tiêm kích số 22, Baracoa (đánh chặn và không yểm)
    - Phi đoàn Tiêm kích số 221
    - Phi đoàn Tiêm kích số 222
    - Phi đoàn Tiêm kích số 223

  - Trung đoàn Tiêm kích số 23, San Antonio và San Julián (đánh chặn và không yểm)
    - Phi đoàn Tiêm kích số 231 San Antonio de los Baños
    - Phi đoàn Tiêm kích số 232 San Julián

  - Trung đoàn Yểm trợ Chiến thuật số 24, Guines 
    - Phi đoàn Tiêm kích số 241

  - Trung đoàn Trực thăng số 26, Ciudad Libertad
    - Phi đoàn Trực thăng Đa năng số 261
    - Phi đoàn Trực thăng Đa năng số 262

  - Trung đoàn Vận tải số 25, San Antonio và José Martí
    - Phi đoàn Vận tải số 251, Sân bay Jose Martí
    - Phi đoàn Vận tải số 252, San Antonio de los Baños
- Học viện Không quân "Comandante Che Guevara", San Julián
- Vùng Không quân miền Trung - Lữ đoàn Cận vệ số 1 "Trận Santa Clara"
  - Trung đoàn Tiêm kích số 11, Santa Clara (đánh chặn và không yểm)
    - Phi đoàn Tiêm kích số 111
    - Phi đoàn Tiêm kích số 112

  - Trung đoàn Tiêm kích số 12, Sancti Spiritus (đánh chặn và không yểm)
    - Phi đoàn Tiêm kích số 121
    - Phi đoàn Tiêm kích số 122

  - Trung đoàn Yểm trợ Chiến thuật số 14, Santa Clara (máy bay chiến đấu ném bom)
    - Phi đoàn Tiêm kích số 141

  - Trung đoàn Trực thăng số 16, Cienfuegos
    - Phi đoàn Trực thăng số 162
    - Phi đoàn Trực thăng số 163

  - Hàng không Hải quân của Hải quân Cách mạng, Cienfuegos
    - Phi đoàn Trực thăng Tác chiến chống Tàu ngầm số 161

  - Trung đoàn Vận tải số 15, Cienfuegos
    - Phi đoàn Vận tải số 151
- Vùng Không quân miền Đông - Lữ đoàn Không quân Cận vệ số 3 "Trại lính Moncada" 
  - Trung đoàn Tiêm kích số 31, Camagüey (đánh chặn và không yểm)
    - Phi đoàn Tiêm kích số 311
    - Phi đoàn Tiêm kích số 312

  - Trung đoàn Yểm trợ Chiến thuật số 34, Holguín (máy bay chiến đấu ném bom)
    - Phi đoàn Tiêm kích số 341

  - Trung đoàn Trực thăng số 36, Santiago de Cuba
    - Phi đoàn Trực thăng Chiến đấu số 361
    - Phi đoàn Trực thăng số 362
    - Phi đoàn Trực thăng số 363

  - Trung đoàn Vận tải số 35, Santiago de Cuba
    - Phi đoàn Vận tải số 351

Nguồn tài liệu:

#### Lữ đoàn Không quân Cận vệ số 2 "Playa Girón"
Lữ đoàn Không quân Cận vệ số 2 "Playa Girón", có trụ sở tại San Antonio de los Baños, là một đơn vị tinh nhuệ của DAAFAR. Căn cứ không quân San Antonio de los Baños được xây dựng vào cuối Thế chiến thứ hai. Năm 1976, đơn vị đóng quân nhận được tên hiện tại là Lữ đoàn Không quân Cận vệ Playa Girón. Tháng 4 năm 1961, họ chịu trách nhiệm bảo vệ Cuba trong sự kiện Vịnh Con Lợn. Trong số các thành viên nổi bật của đơn vị này có nhà du hành vũ trụ người Cuba Arnaldo Tamayo Méndez. Lữ đoàn được trao tặng Huân chương Antonio Maceo vào năm 2014 nhân dịp kỷ niệm 55 năm thành lập. Tháng 10 năm 2019, lữ đoàn đã lên tiếng kêu gọi thả ngay lập tức cựu Tổng thống Brasil và lãnh đạo Đảng Công nhân Luiz Inácio Lula da Silva.

## Máy bay

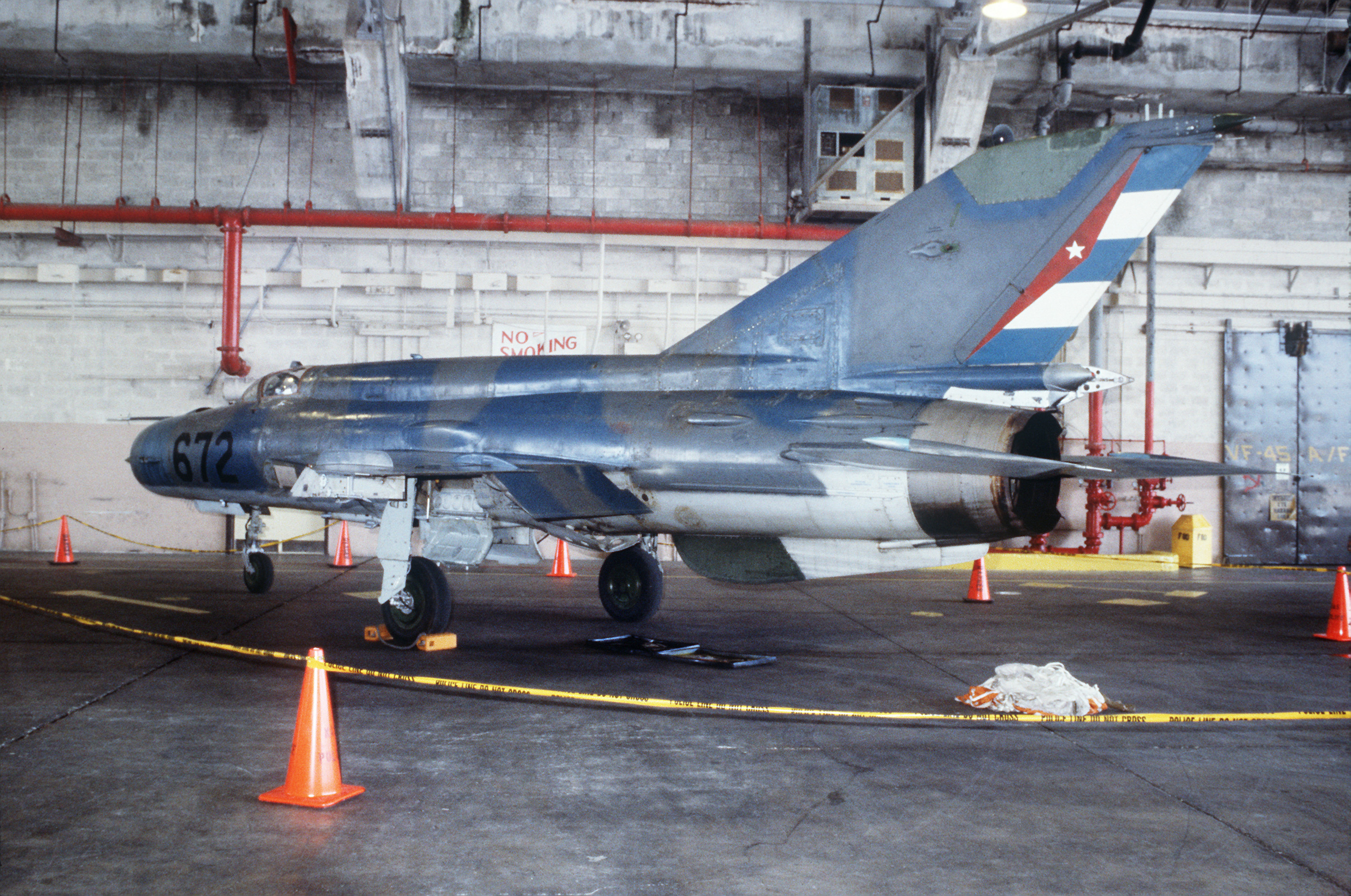
Chiến đấu cơ MIG-21 của Cuba bên trong nhà chứa máy bay VF-45.

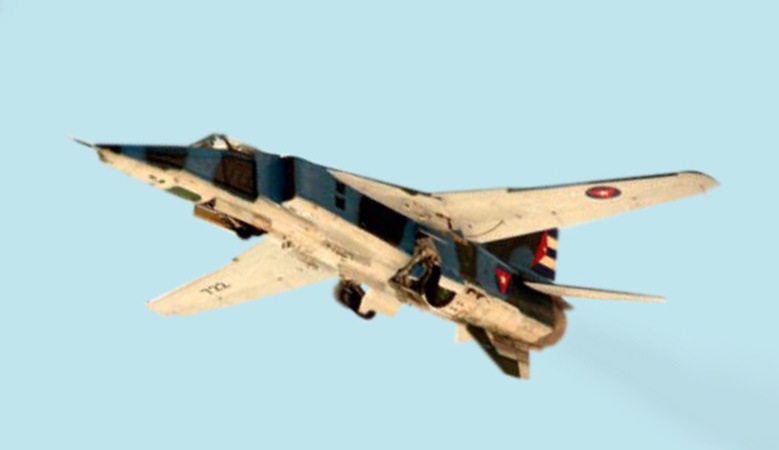
Một chiếc Mig-23BN của Cuba.

### Khí tài hiện tại
| Máy bay            | Xuất xứ           | Chủng loại             | Biến thể          | Số lượng          | Ghi chú           |                   |
| Máy bay chiến đấu  | Máy bay chiến đấu | Máy bay chiến đấu      | Máy bay chiến đấu | Máy bay chiến đấu | Máy bay chiến đấu | Máy bay chiến đấu |
| ------------------ | ----------------- | ---------------------- | ----------------- | ----------------- | ----------------- | ----------------- |
| MiG-21             | Liên Xô           | Đánh chặn              |                   | 11                |                   |                   |
| MiG-23             | Liên Xô           | Chiến đấu              |                   | 24                |                   |                   |
| MiG-29             | Liên Xô           | Đa năng                |                   | 3                 |                   |                   |
| Vận tải            |                   |                        |                   |                   |                   |                   |
| Antonov An-26      | Liên Xô           | Vận tải                |                   | 3                 |                   |                   |
| Trực thăng         |                   |                        |                   |                   |                   |                   |
| Mil Mi-8           | Liên Xô           | Đa nhiệm               | Mi-8/17           | 10                |                   |                   |
| Mil Mi-24          | Nga               | Tấn công               | Mi-35             | 4                 |                   |                   |
| Máy bay huấn luyện |                   |                        |                   |                   |                   |                   |
| Aero L-39          | Tiệp Khắc         | Phản lực cơ huấn luyện |                   | 26                |                   |                   |